# Memoriał Huberta Jerzego Wagnera 2024
Memoriał Huberta Jerzego Wagnera 2024 – 21. edycja turnieju siatkarskiego, która odbyła się w dniach 12–14 lipca 2024 roku.

## Uczestnicy[2]
- Polska
- Słowenia
- Niemcy
- Egipt

## Turniej

### Tabela
| Lp. | Drużyna  | Pkt | Mecze | Mecze   | Mecze   | Sety | Sety | Sety  | Małe punkty | Małe punkty | Małe punkty |
| Lp. | Drużyna  | Pkt | M     | W (3:2) | P (2:3) | wyg. | prz. | ratio | zdob.       | str.        | ratio       |
| --- | -------- | --- | ----- | ------- | ------- | ---- | ---- | ----- | ----------- | ----------- | ----------- |
| 1   | Polska   | 8   | 3     | 3 (1)   | 0 (0)   | 9    | 3    | 3.000 | 284         | 243         | 1.169       |
| 2   | Słowenia | 5   | 3     | 2 (1)   | 1 (0)   | 7    | 6    | 1.167 | 284         | 288         | 0.986       |
| 3   | Niemcy   | 5   | 3     | 1 (0)   | 2 (2)   | 7    | 7    | 1.000 | 300         | 295         | 1.017       |
| 4   | Egipt    | 0   | 3     | 0 (0)   | 3 (0)   | 2    | 9    | 0.222 | 218         | 260         | 0.838       |

Źródło: [ ]
Punktacja: 3:0 i 3:1 – 3 pkt; 3:2 – 2 pkt; 2:3 – 1 pkt; 1:3 i 0:3 – 0 pkt
Zasady ustalania kolejności: 1. liczba punktów; 2. liczba zwycięstw; 3. stosunek setów; 4. stosunek małych punktów; 5. bilans w bezpośrednich meczach

### Wyniki
| Data  | Godz. | Drużyna 1 | Wynik | Drużyna 2 | 1     | 2     | 3     | 4     | 5     | Widzów | * |
| ----- | ----- | --------- | ----- | --------- | ----- | ----- | ----- | ----- | ----- | ------ | - |
| 12.07 | 16:00 | Polska    | 3:0   | Egipt     | 25:16 | 25:21 | 25:18 |       |       |        |   |
| 12.07 | 18:30 | Niemcy    | 2:3   | Słowenia  | 22:25 | 20:25 | 25:21 | 25:20 | 13:15 |        |   |
| 13.07 | 18:30 | Polska    | 3:2   | Niemcy    | 20:25 | 22:25 | 25:19 | 25:21 | 15:12 | 13850  |   |
| 13.07 | 20:30 | Słowenia  | 3:1   | Egipt     | 25:21 | 25:19 | 17:25 | 25:16 |       |        |   |
| 14.07 | 14:30 | Niemcy    | 3:1   | Egipt     | 25:14 | 26:24 | 17:25 | 25:19 |       |        |   |
| 14.07 | 18:20 | Polska    | 3:1   | Słowenia  | 25:20 | 26:28 | 25:14 | 26:24 |       |        |   |

## Nagrody indywidualne[3]
| Najlepszy zawodnik (MVP) | Najlepszy atakujący | Najlepszy rozgrywający | Najlepszy przyjmujący | Najlepszy środkowy | Najlepszy libero |
| ------------------------ | ------------------- | ---------------------- | --------------------- | ------------------ | ---------------- |
| Kamil Semeniuk           | Tonček Štern        | Gregor Ropret          | Tomasz Fornal         | Jakub Kochanowski  | Julian Zenger    |